# 3262 Miune
3262 Miune eller 1983 WB är en asteroid i huvudbältet som upptäcktes den 28 november 1983 av den japanska astronomen Tsutomu Seki vid Geisei-observatoriet. Den är uppkallad efter Miune berget i japan.
Asteroiden har en diameter på ungefär 22 kilometer.